# Andrés Gertrúdix
Andrés Gertrúdix (Madrid, España, 4 de febrero de 1977) es un actor español.

## Biografía
Andrés Gertrúdix comenzó estudiando Teatro en la Escuela Internacional de Teatro Juan Carlos Corazza, en su ciudad natal, donde también se han formado Javier Bardem, Silvia Abascal, Elena Anaya o Manuela Velasco, entre otros. Finalizados sus estudios, dejó España para marcharse a Estados Unidos, donde consiguió un papel en la obra de teatro Hello Dolly, de Claudia Brewer.
Cuando regresó a España, protagonizó el primer corto de Achero Mañas Paraísos Artificiales, en 1998. El rodaje sirvió de plataforma de despegue hacia la gran pantalla, ya que a partir de aquí ha aparecido en múltiples películas. Su primer largometraje fue La pistola de mi hermano, del director Ray Lóriga. Desde entonces no ha parado de trabajar: El Bola (Achero Mañas, 2000), Piedras (Ramón Sálazar, 2002) o Cámara Oscura (Pau Freixas, 2003). Continuó su andadura, interviniendo en el film de Pablo Malo El frío sol del invierno, en 2004, o en A golpes de Juan Vicente Córdoba, un año más tarde. Paralelamente a su trabajo en el cine, aparecía con frecuencia en series de éxito en España, como Herederos, El comisario, Los hombres de Paco o Hermanos y detectives. 
En 2007, obtuvo el primer reconocimiento a su carrera, con el premio Biznaga de plata al mejor actor en el Festival de Cine Español de Málaga de 2007, por el cortometraje Verano, o los defectos de Andrés, de Jorge Torregrossa. Este mismo año, llegó a su máxima popularidad con el estreno de El Orfanato. 
Después de un parón de un par de años en su carrera, volvió con el estreno de la película El idioma Imposible de Rodrigo Rodero, que ha recibido el premio a la Mejor Ópera Prima en el Festival de Cine de Toulousse. 
En 2017 es nominado en los Premios Goya como mejor actor interpretación masculina por su papel en Morir. 
El actor madrileño se ha confesado en numerosas ocasiones fanático del Atlético de Madrid.

## Filmografía

### Cine
- American Star (Gonzalo López-Gallego), (2024)[2]
- Bajocero (Lluís Quílez), (2021)
- Morir (Fernando Franco), (2017)
- Lasa y Zabala (Pablo Malo), (2014)
- Purgatorio (Pau Teixidor, 2014)
- Las altas presiones (Ángel Santos, 2014)
- 10.000 noches en ninguna parte (Ramón Salazar, 2013)
- Libertador (Alberto Arvelo, 2013)
- Loco con ballesta (Kepa Sojo, 2013)
- La herida (Fernando Franco, 2013)
- El árbol magnético (Isabel de Ayguavives, 2013)
- La fuerza de los débiles (Ángel Lafuente, 2012)
- Abstenerse agencias (Gaizka Urresti, 2011)
- Silencio en la nieve (2011)
- El idioma imposible (Rodrigo Rodero, 2010)
- Tu (a) mor (Fernando Franco, 2009)
- Territorio enemigo (Rodrigo Plaza, 2008)
- No se preocupe (Eva Ungría, 2008)
- El orfanato (J.A. Bayona, 2007)
- Segundo aniversario (Álvaro Brechner, 2007)
- Tuya siempre (Manuel Lombardero, 2007)
- Teresa (Ray Loriga, 2007)
- Las horas muertas (Haritz Zubillaga, 2007)
- La sombra de nadie (Pablo Malo, 2006)
- El bosque de las sombras (Koldo Serra, 2006)
- Verano o los defectos de Andrés (Jorge Torregrosa, 2006)
- Amor en defensa propia (Rafa Russo, 2006)
- Los aires difíciles (Gerardo Herrero, 2006)
- Schubert (Jorge Castillo, 2005)
- A golpes (Juan Vicente Córdoba, 2005)
- Frío sol del invierno (Pablo Malo, 2004)
- Soleado exterior (Diego Taboada, 2004)
- Muertos comunes (Norberto Ramos del Val, 2004)
- Cámara oscura (Pau Freixas, 2003)
- Los perros de Pavlov (Kike Maíllo, 2003)
- No debes estar aquí ( Jacobo Rispa, 2002)
- El hombre esponja (Juan Antonio Bayona, 2002)
- Piedras (Ramón Salazar, 2002)
- Snuff 2000 (Borja Crespo, 2002)
- El corazón de la memoria (Gaizka Urresti, 2001)
- Diminutos del calvario (Juan Antonio Bayona, Chiqui Carabante, 2001)
- El Bola (Achero Mañas, 2000)
- Aunque tú no lo sepas (Juan Vicente Córdoba, 2000)
- Shacky carmine (Chema de la Peña, 1999)
- Paraísos artificiales (Achero Mañas, 1998)
- La pistola de mi hermano (Ray Loriga, 1997)
- Blanco perfecto (Pilar Ruiz-Gutiérrez, 1996)

### Televisión
- El comisario - Telecinco (2001)
- Viento del pueblo: Miguel Hernández - La 1 (2002)
- Los hombres de Paco - Antena 3 (2008)
- Herederos - La 1 (2008 - 2009)
- Hermanos y detectives - Telecinco (2009)
- Mario Conde, los días de gloria - Telecinco (2013)
- El ministerio del tiempo - La 1 (2016)
- Cuéntame cómo pasó - La 1 (2018)
- Todo por el juego - Movistar+ (2018 - 2019)
- Madres. Amor y vida - Amazon Prime Video y Telecinco (2020)
- ¡Garciaǃ - HBO Max (2022)
- La Red Púrpura - Atresplayer (2023)

## Teatro
- Hello Dolly - Claudia Brewer

## Premios
Premios Goya
| Año  | Categoría                | Película | Resultado |
| ---- | ------------------------ | -------- | --------- |
| 2017 | Mejor actor protagonista | Morir    | Nominado  |

- Biznaga de plata al mejor actor - Festival de Cine Español de Málaga (2007)
- Mejor Actor - Festival de Cine de Toulouse
- Mejor Actor - Festival de Cine de Tudela
- Premio Paco Rabal - Primavera Cinematográfica de Lorca[3]